# Манн, Кэтлин
Кэ́тлин Саби́на Ма́нн ((англ. Cathleen Sabine Mann), в первом браке с 1926 по 1946 маркиза Куи́нсберри (англ. Marchioness of Queensberry), во втором браке Фо́ллетт (англ. Follett); 31 декабря 1896, Ньюкасл-апон-Тайн, Великобритания — 9 сентября 1959, Бромптон, Лондон, Великобритания) — британская художница-портретист и художница по костюмам для кино. Член Королевского общества масляной живописи и Королевского общества портретистов.

## Биография

### Начало карьеры
Кэтлин Сабина Манн родилась 31 декабря 1896 года в городе Ньюкасл-апон-Тайн в семье шотландского портретиста Харрингтона Манна и его супруги Флоренс Сабины Песли, дизайнера интерьера и художницы. Она была второй из трёх дочерей. Искусству живописи Кэтлин обучали отец и британская художница Этель Уокер. Она также брала уроки рисования в период обучения в школе изящных искусств в Лондоне. Начавшаяся карьера Кэтлин была прервана Первой мировой войной, во время которой она работала на машине скорой помощи.
В 1924 году два портрета художницы были выставлены в Королевской Академии. С 1930 года портреты Кэтлин стали регулярно выставлять в Академии. Её работы демонстрировались в Музее Виктории и Альберта, Музее в Люксембургском саду Парижа, Королевском институте изящных искусств Глазго. Два портрета кисти художницы вошли в экспозицию Национальной портретной галереи Лондона. Это портреты художника сэра Мэтью Смитта и скульптора Эдуардо Паолоцци. Манн была членом Королевского общества масляной живописи и Королевского общества портретистов.
В 1930-х годах Кэтлин начала работу над эскизами костюмов для британских фильмов. Сшитые по рисункам художницы костюмы можно видеть в фильмах Железный герцог (1935), Облик грядущего (1936) и других. Некоторые свои эскизы она передала в дар Музею Виктории и Альберта.

### Браки и самоубийство

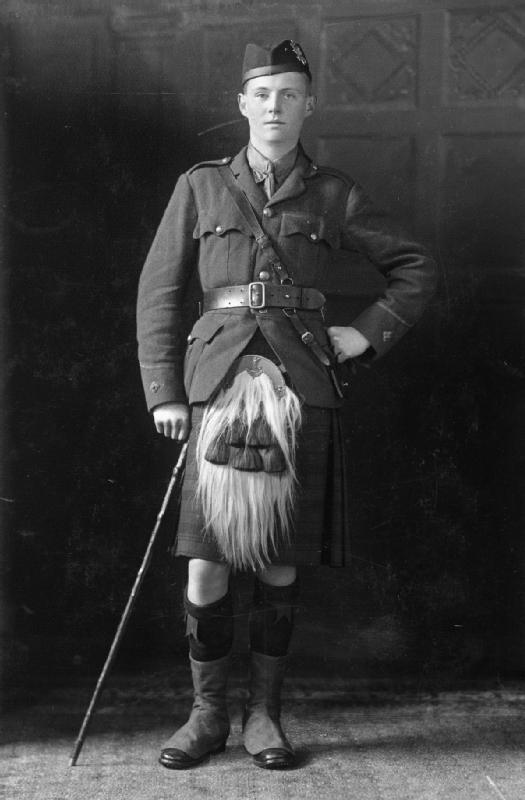
Фрэнсис Дуглас, 11-й маркиз Куинсберри во время Первой мировой войны

18 марта 1926 года Кэтлин вышла замуж за шотландского дворянина и пэра Фрэнсиса Дугласа, 11-го маркиза Куинсберри, для которого это был второй брак. Она носила титул маркизы Куинсберри до их развода в 1946 году. Супруги имели двух детей:
- леди Джейн Кэтрин (1926—2007) — супруга Дэвида Артура Кори-Райта, имели троих сыновей;
- сэр Дэвид (род. 1929) — 12-й маркиз Куинсберри с 1954 года, был женат трижды: первым браком на Анне Джонс, от которой имел двух дочерей, вторым на Александре Марии Клэр Уиндхем, трое сыновей, третьим браком на Сюэ-Чун Ляо, одна дочь.

Во время Второй мировой войны Кэтлин была военным художником, рисуя портреты офицеров и солдат. Тогда же ею был написан портрет Адриана Картона ди Виарта.
После развода в 1946 году она вышла замуж за Джона Роберта Фоллетта, сына генерала Гилберта Баррелла Спенсера Фоллетта, погибшего в годы Первой мировой и леди Милдред Фоллетт, дочери 7-го графа Данмор. Детей в браке не было. Джон был владельцем нескольких скаковых лошадей. Он умер в 1953 году, что вызвало сильный нервный срыв у его супруги. Во время депрессии она нарисовала несколько своих лучших работ, от пейзажей до портретов детей, писала скульптуры и абстрактные картины. Манн была в дружественных отношениях с художником Мэтью Смиттом. Оксфордский словарь полагает, что именно под его влиянием Кэтлин создала свои лучшие произведения. В этот период она экспериментировала с абстрактным искусством, рисуя обнаженных моделей.
В 1959 году художница покончила жизнь самоубийством, выпив большую дозу снотворного в студии Монпелье в районе Бромптон, Лондон. Позднее сэр Дэвид говорил, что незадолго до суицида его матери был поставлен диагноз туберкулёз. Хотя врачи сказали ей о скором выздоровлении, она оставила предсмертную записку, в которой призналась, что сильно переживала из-за своей болезни. После смерти художницы в газете The Times появилась следующая эпитафия: 

Господин Х. Раунтри Клиффорд пишет — «многие сотни людей, живущие в районе на юге Уэст Хэм во время бомбёжки 1940 года обязаны своей жизнью покойной Кэтлин Манн за её решительность и мужество. Своё имя и силу личности маркиза Куинсберри использовала, чтобы прорваться через все трудности и найти транспорт, автомобильный и железнодорожный, и на нём перевезти огромное количество беспомощных и искалеченных людей в безопасное место. Я помню, она помогла всем, кто остался без семьи»
. 